# Niederländisches Königshaus

Wappen des niederländischen Königshauses

Die königlich-niederländische Standarte

Die Mitgliedschaft im niederländischen Königshaus (dem Haus Oranien-Nassau) ist im 2002 novellierten Gesetz über die Mitgliedschaft zum Königshaus (Wet lidmaatschap koninklijk huis) geregelt. Dem Königshaus gehören gemäß Artikel 1 der regierende König als Oberhaupt, die nach der Verfassung der Niederlande Thronfolgeberechtigten, soweit sie nicht weiter als „im zweiten Grad“ (im Sinne des Gesetzes) blutsverwandt sind, der mögliche Thronfolger sowie der zurückgetretene König an. Gemäß Artikel 2 zählen Ehepartner der Mitglieder des Königshauses ebenfalls zum Königshaus.
Für Personen, die bereits vor der Novellierung dem Königshaus angehörten, wird gemäß Artikel 3 weiterhin die alte Regelung angewandt, die eine Mitgliedschaft auch bei Blutsverwandtschaft dritten Grades vorsah.
Die Mitgliedschaft im Königshaus verliert, wer die Berechtigung zur Thronfolge verliert.
Im Unterschied zur Mitgliedschaft im Königshaus sind gemäß Artikel 25 der Verfassung der Niederlande auch die Blutsverwandten dritten Grades thronfolgeberechtigt.
Darüber hinaus gibt es den Begriff der Königlichen Familie, der auch sonstige Verwandte des Königs miteinschließt.

## Mitglieder

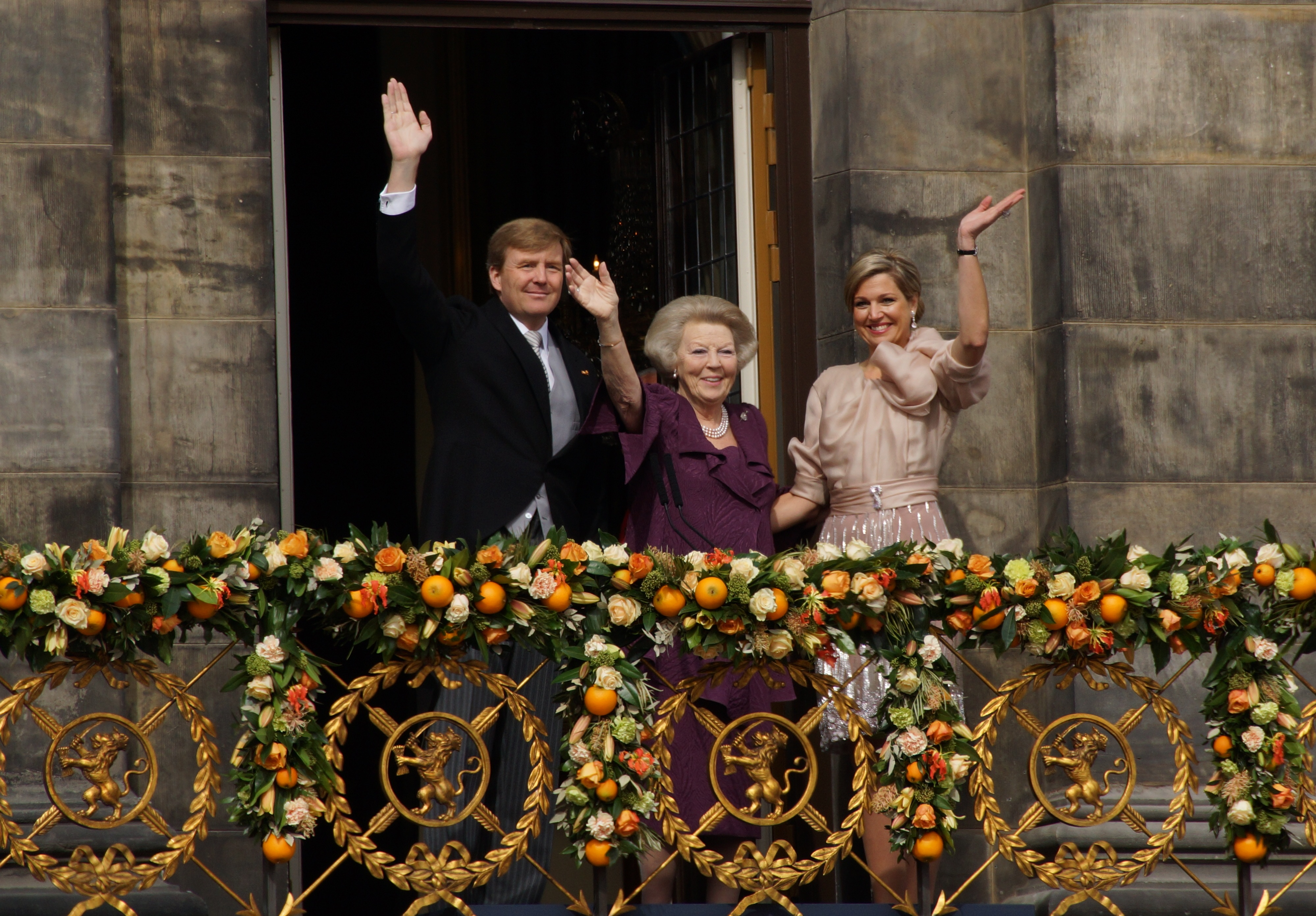
König Willem-Alexander, Ex-Königin Beatrix und Königin Máxima nach dem Thronwechsel am 30. April 2013 in Amsterdam.

Zurzeit besteht das Königshaus aus folgenden Personen (Die Ziffer bezeichnet den Rang in der Thronfolge):
- König Willem-Alexander

- Königin Máxima (Ehefrau von König Willem-Alexander)

- Kronprinzessin Catharina-Amalia (* 7. Dezember 2003 in Den Haag) (1)
- Prinzessin Alexia (* 26. Juni 2005 in Den Haag) (2)
- Prinzessin Ariane (* 10. April 2007 in Den Haag) (3)

- Prinz Constantijn (Bruder des Königs) (4) Seine Kinder mit seiner Ehefrau Laurentien, Gräfin Eloise, Graf Claus-Casimir und Gräfin Leonore von Oranien-Nassau, verloren als Verwandte „dritten Grades“ (im Sinne des Gesetzes) des Königs (Willem-Alexander) mit dessen Amtsübernahme ihre Mitgliedschaft im Königshaus, behielten aber ihre Ansprüche im Hinblick auf die Thronfolge.

- Prinzessin Laurentien (Ehefrau von Prinz Constantijn)

- Prinzessin Beatrix (Mutter des Königs und bis zum 30. April 2013 Königin der Niederlande)
- Prinzessin Margriet (Tante des Königs), sie ist im dritten Grad blutsverwandt; für sie und ihren Ehemann gelten jedoch noch die alten Bestimmungen)  (8)

- Pieter van Vollenhoven (Ehemann von Prinzessin Margriet)

### Ehemalige Mitglieder
- Prinz Claus, ehemals Klaus von Amsberg (Ehemann von Königin Beatrix und Vater von König Willem Alexander), starb am 6. Oktober 2002
- Königin Juliana (Mutter von Königin Beatrix), starb am 20. März 2004
- Prinz Bernhard zur Lippe-Biesterfeld, Prinz der Niederlande (Ehemann von Königin Juliana und Vater von Königin Beatrix), starb am 1. Dezember 2004
- Prinzessin Irene, jüngere Schwester von Königin Beatrix, heiratete Prinz Carlos Hugo von Bourbon-Parma am 29. April 1964 ohne die Zustimmung des Parlaments und trat zum Katholizismus über. Die Ehe wurde 1981 geschieden. Irene hat zwei Töchter, zwei Söhne (Prinzen bzw. Prinzessinnen von Bourbon-Parma) und einen Enkelsohn sowie zwei Enkeltöchter.
- Prinzessin Christina, jüngste Schwester von Königin Beatrix, heiratete Jorge Guillermo am 28. Juni 1975, trat zum Katholizismus über und schied so aus der Thronfolge aus. Die Ehe wurde 1996 geschieden. Christina hatte zwei Söhne, eine Tochter und fünf Enkelkinder, die den Nachnamen Guillermo und Bodhi tragen.
- Prinz Johan Friso (2. Sohn von Königin Beatrix), heiratete am 24. April 2004 ohne Zustimmung des Parlaments Mabel Wisse Smit und verlor infolgedessen seinen Platz in der Thronfolgerreihe und den Titel Prinz der Niederlande; er erhielt stattdessen den Titel Prinz von Oranien-Nassau, Jonkheer van Amsberg. Prinz Friso verstarb am 12. August 2013. Mit Mabel Wisse Smit hatte er zwei gemeinsame Töchter, die den Titel Gräfin von Oranien-Nassau, Jonkvrouw van Amsberg erhielten:

- Gräfin Emma Luana Ninette Sophie von Oranien-Nassau (* 26. März 2005 in London)
- Gräfin Joanna Zaria Nicoline Milou von Oranien-Nassau (* 18. Juni 2006 in London)

- Prinz Maurits Willem Pieter Hendrik von Oranien-Nassau van Vollenhoven (1. Sohn von Prinzessin Margriet und Pieter van Vollenhoven, * 17. April 1968 in Utrecht) verlor seine Zugehörigkeit zum Königshaus durch die Thronbesteigung seines direkten Cousins Willem-Alexander, weil er nur „im vierten Grad“ (im Sinne des Gesetzes) mit ihm (dem König) verwandt ist. Auch seine Ehefrau Marilène (Tochter des ehemaligen Außenministers Hans van den Broek) gehört damit nicht mehr dem Königshaus an. Ihre Kinder, die wegen zu entfernter Verwandtschaft mit dem jeweiligen Monarchen nie Mitglieder des Königshauses geworden sind, erhielten durch Beschluss vom 26. Mai 1998 den Namen van Lippe-Biesterfeld van Vollenhoven, ohne Adelstitel, während er selbst (wie auch seine Brüder) seinen nicht-erblichen Prinzentitel behielt.
  - Anastasia (Anna) Margriet Joséphine van Lippe-Biesterfeld van Vollenhoven (* 15. April 2001 in Amsterdam)
  - Lucas Maurits Pieter Henri van Lippe-Biesterfeld van Vollenhoven (* 26. Oktober 2002 in Amsterdam)
  - Felicia Juliana Bénedikte Barbara van Lippe-Biesterfeld van Vollenhoven (* 31. Mai 2005 in Amsterdam)
- Prinz Bernhard Lucas Emmanuel von Oranien-Nassau van Vollenhoven (2. Sohn von Prinzessin Margriet und Pieter van Vollenhoven, * 25. Dezember 1969 in Nimwegen), durch die Thronbesteigung Willem-Alexanders ausgeschieden, weil er nur im vierten Grad mit ihm (dem König) verwandt ist. Auch seine Ehefrau gehört damit nicht mehr dem Königshaus an. Seine – dem Königshaus nie zugehörenden – Kinder erhielten durch Beschluss vom 5. Juli 2000 den Nachnamen van Vollenhoven, ohne Adelstitel.
  - Isabella Lily Juliana van Vollenhoven (* 14. Mai 2002 in Amsterdam)
  - Samuel Bernhard Louis van Vollenhoven (* 25. Mai 2004 in Amsterdam)
  - Benjamin Pieter Floris van Vollenhoven (* 12. März 2008 in Amsterdam)
- Prinz Pieter-Christiaan Michiel von Oranien-Nassau van Vollenhoven (3. Sohn von Prinzessin Margriet und Pieter van Vollenhoven, * 22. März 1972 in Nimwegen), seit dem 25. August 2005 mit Anita Theodora van Eijk verheiratet. Da für die Ehe keine Genehmigung eingeholt wurde, verlor der Prinz seinen Anspruch auf eine eventuelle Thronfolge. Sie haben zwei gemeinsame Kinder:

- Emma Francisca Catharina van Vollenhoven (* 28. November 2006 in Amsterdam)
- Pieter Anton Maurits Erik van Vollenhoven (* 19. November 2008 in Den Haag)

- Prinz Floris Frederik Martijn von Oranien-Nassau van Vollenhoven (4. Sohn von Prinzessin Margriet und Pieter van Vollenhoven, * 10. April 1975 in Nimwegen), seit dem 20. Oktober 2005 mit Aimèe Leonie Allegonde Marie Söhngen verheiratet. Auch er holte keine Genehmigung ein und schied damit aus dem Königshaus aus. Sie haben zwei gemeinsame Töchter und einen Sohn:

- Magali Margriet Eleonoor van Vollenhoven (* 9. Oktober 2007 in Amsterdam)
- Eliane Sophia Carolina van Vollenhoven (* 5. Juli 2009 in Amsterdam)
- Willem Jan Johannes Pieter Floris van Vollenhoven (* 1. Juli 2013 in Den Haag)

## Akzeptanz
Einer Umfrage vom Oktober 2009 nach wünschten sich siebzig Prozent der Antwortenden, dass die Niederlande ein Königreich bleiben. Nur 13 Prozent waren entschieden für eine Republik. Allerdings sind große Mehrheiten dafür, an den Gehältern und Flugreisen zu sparen, außerdem sollten die Mitglieder des Königshauses Steuern zahlen. Den seinerzeitigen (in Verfassungskrisen nicht geringen) politischen Einfluss der Königin wollten 47 Prozent beibehalten, 48 Prozent wollten keinen Einfluss der damaligen Königin mehr und vier Prozent mehr Einfluss.
Die ehemalige Königin und heutige Prinzessin Beatrix wurde als Königin jeweils von einer Mehrheit als sympathisch, distanziert und konservativ eingeschätzt. „Sympathisch“ antworteten zu mehr als drei Vierteln die Anhänger von VVD, CDA, ChristenUnie (höchster Wert, 86 Prozent) PvdA und GroenLinks, allerdings nur 59 Prozent der SP-Anhänger und 25 Prozent der PVV-Anhänger.
Der ehemalige Kronprinz und heutige König Willem-Alexander wurde als Kronprinz ähnlich sympathisch gefunden, als näher beim Volk stehend, aber auch mit knapper Mehrheit als langweilig. Jeweils knapp vierzig Prozent fanden ihn konservativ oder progressiv. 65 Prozent meinten, er sei als Staatsoberhaupt geeignet.
Neunzig Prozent fanden die heutige Königin Máxima in ihrer Zeit als Prinzessin sympathisch, selbst die PVV-Anhänger mit 65 Prozent. Hohe Werte erhielt sie auch bei den Fragen, ob sie interessant, volksnah oder progressiv ist.

## Vermögen
Das niederländische Königshaus gilt heute als das reichste in Europa und zählt zu den Milliardären. König Wilhelm III. hatte sich 1890 mit 25 % an der Gründung der N.V. Koninklijke Maatschappij Tot Exploatatie van Petroleumbronnen in Neederländisch-Indie beteiligt und dieser Aktiengesellschaft daher die Firmierung unter dem Titel Königliche gestattet. Im Jahr 1907 schloss sie sich mit der Shell Transport and Trading Company p.l.c. in London zusammen und bildet seit 2005 die Royal Dutch Shell plc. Die durch verschiedene Familienstiftungen gehaltene Beteiligung des Königshauses am Gesamtkonzern wird heute auf etwa 3,5 % geschätzt.

## Residenzen

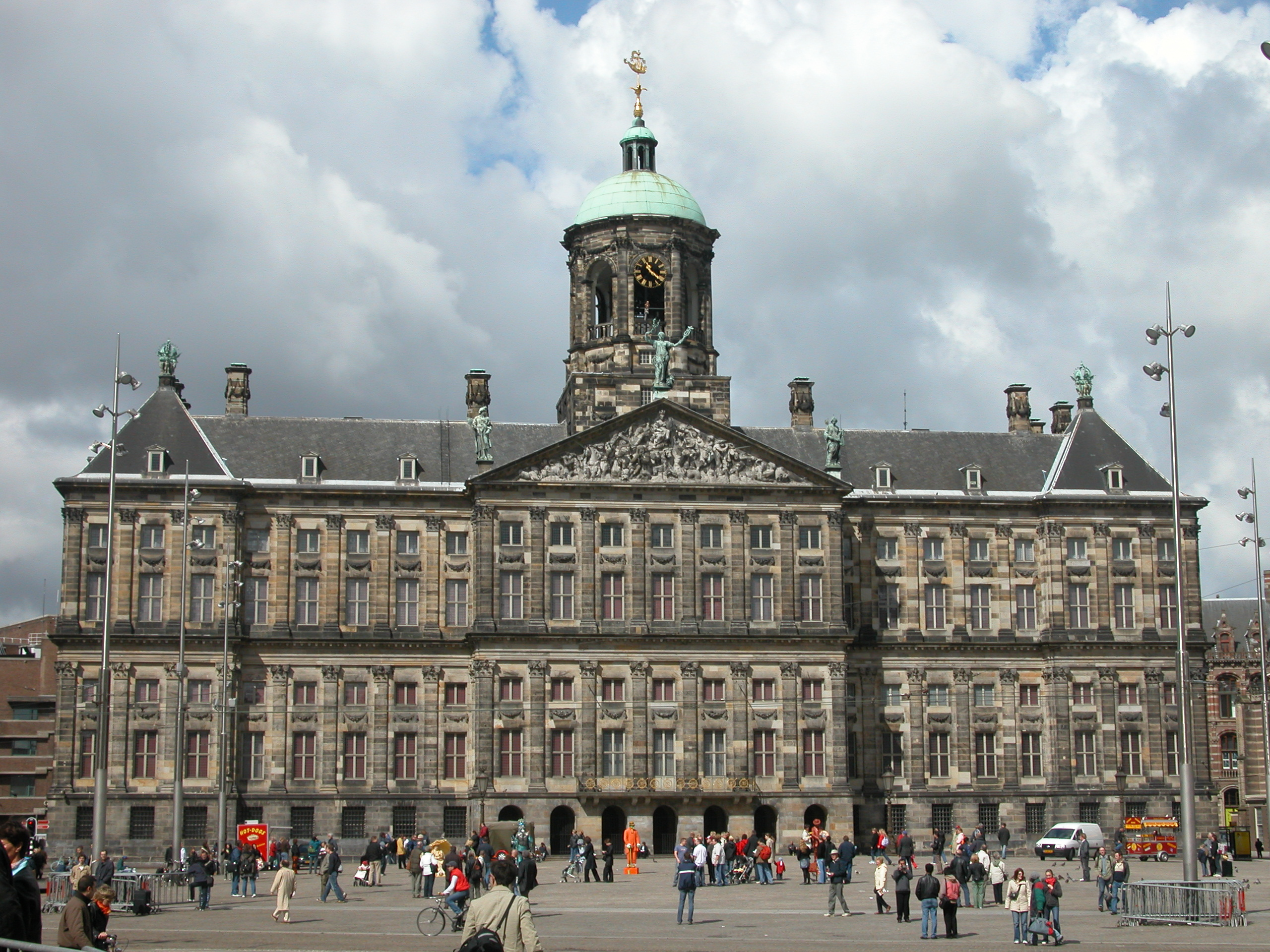
Paleis op de Dam, Amsterdam
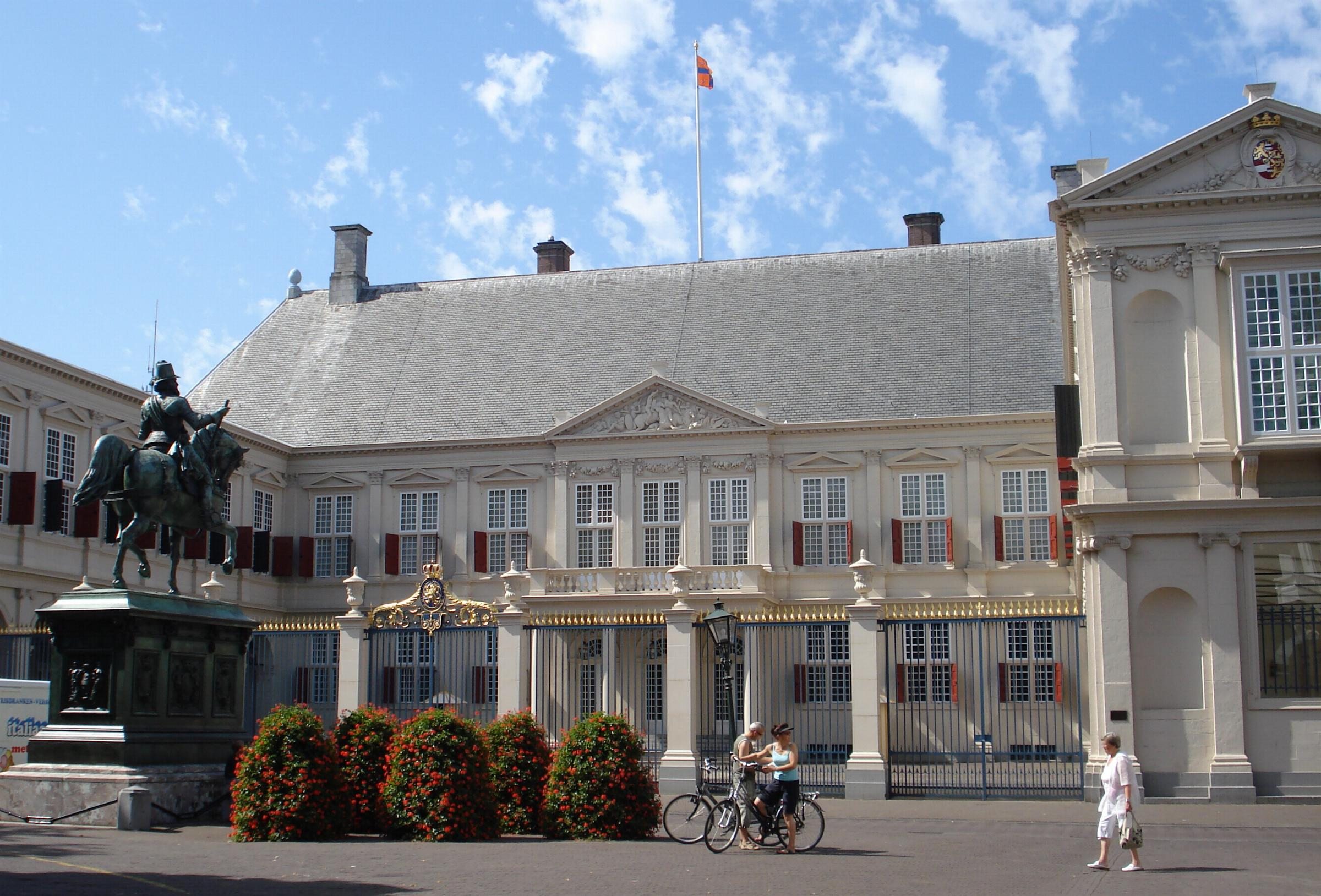
Paleis Noordeinde, Den Haag
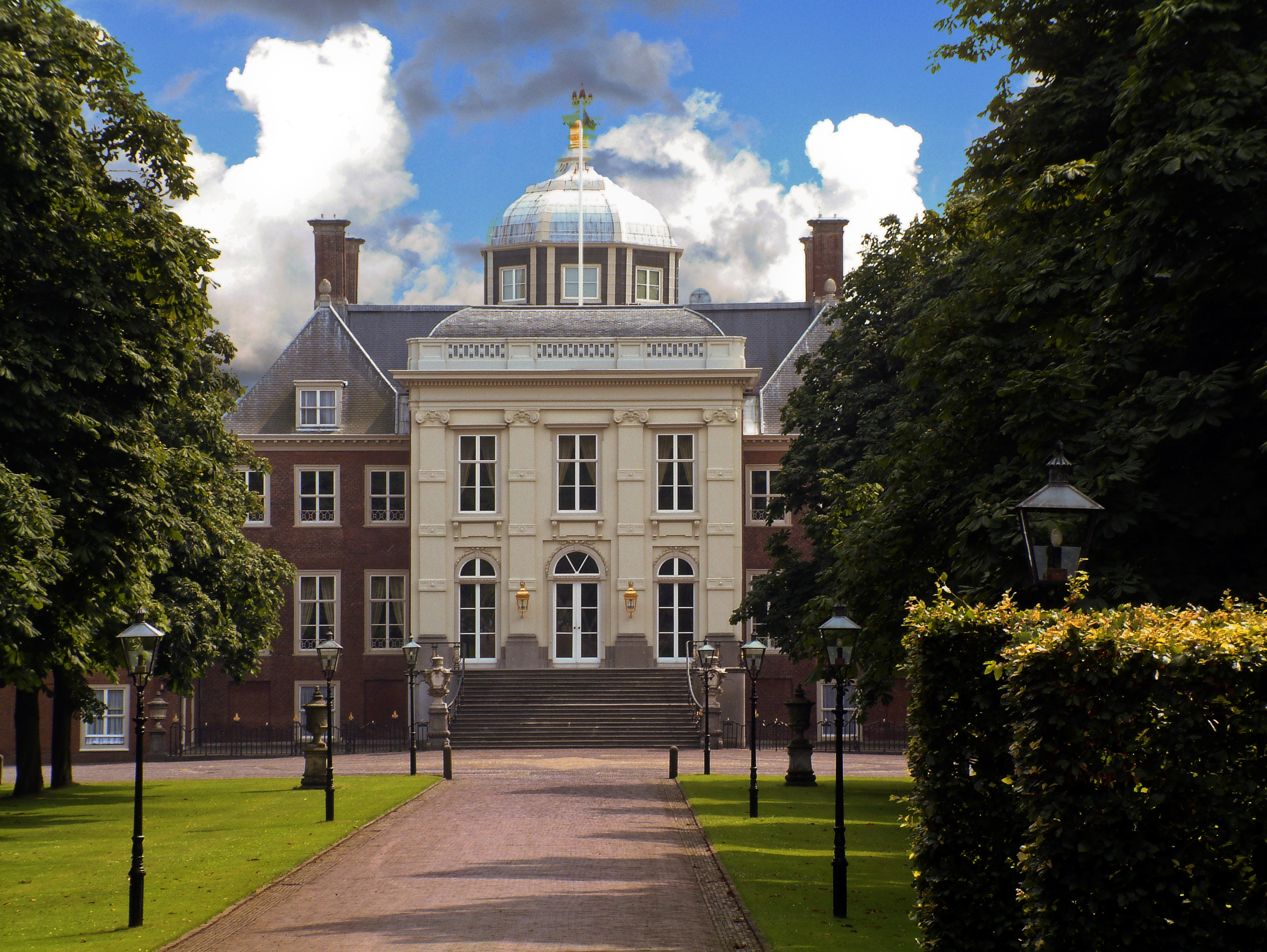
Huis ten Bosch, Den Haag